# VF Group-Bardiani CSF-Faizanè
VF Group-Bardiani CSF-Faizanè  is een Italiaanse wielerploeg, hoewel het team van 2005-2012 op een Ierse licentie uitkwam.
Bardiani-CSF-Faizanè is redelijk allround maar vooral in de bergen erg sterk. Ook heeft de ploeg enkele talenten voortgebracht, voornamelijk op rondegebied, met renners als Domenico Pozzovivo en Emanuele Sella. De meeste renners zijn Italiaans, maar de ploeg heeft ook een Latijns-Amerikaans tintje, zo reden er Mexicanen en Argentijnen voor de ploeg.

## Geschiedenis
Panaria
Panaria was in 1994 en 1995 cosponsor van de Lampre-Panaria-formatie en het jaar daarna hoofdsponsor van Panaria-Vinavil. Panaria stopte na 1996 als sponsor en de ploeg werd grotendeels overgenomen door Mapei.
In 2000 nam Panaria het hoofdsponsorschap op zich van de in 1982 ontstane en in 1999 als Navigare-Gaerne uitkomende wielerploeg. De leiding van deze formatie was al die tijd in handen van Bruno Reverberi en vanaf 1997 samen met zijn zoon Roberto en dit bleef zo bij Panaria. De cosponsor wisselde regelmatig. In 2005, tegelijkertijd met de overstap naar fietsmerk Colnago, kwam het team uit op een Ierse licentie. Op 30 augustus 2007 maakte hoofdsponsor Ceramica Panaria bekend na afloop van het seizoen te stoppen als sponsor.
CSF-Group/Colnago
De nieuwe hoofdsponsor werd CSF-Group. Navigare bleef cosponsor. Deze combinatie stopte na 2009. In 2010 werd Colnago hoofdsponsor en CSF cosponsor, deze combinatie nam drie seizoen voor hun rekening. Al deze vijf jaren kwam het ook op de Ierse licentie uit.
Bardiani
In 2013 nam Bardiani het hoofdsponsorschap op zich en CSF bleef cosponsor. Het kwam weer uit op een Italiaanse licentie en er werd gekozen voor MCipollini als leverancier voor de fietsen. Met uitzondering van de tussenliggende periode 2019-2020, toen gekozen werd voor Guerciotti fietsen, was MCipollini de fietsleverancier.

## Grote Rondes
Voor deelnames aan een van de Grote Rondes nam dit team, op een deelname aan de Vuelta (2001) na, alleen deel aan de Giro. In 2002 en 2013 werd het bergklassement gewonnen door Julio Alberto Pérez en Stefano Pirazzi. In 2008 werd het ploegenklassement gewonnen. In 2001, 2005, 2008 en 2012 werden top-10 plaatsen behaald in het eindklassement.
2008
CSF was zeer dominant in de Ronde van Italië van 2008. De ploeg won vier etappes en diverse nevenklassementen; het bergklassement, het ploegenklassement en het expoklassement, het klassement van de strijdlust en het klassement van de meeste aanvalskilometers. Nadien werd Emanuele Sella, winnaar van drie etappes en de eindzege in het bergklassement, betrapt op het gebruik van cera en werd uit de uitslagen geschrapt.

### Ronde van Italië
| Ronde van Italië | Ronde van Italië                                                         | Ronde van Italië                                          |
| Jaar             | Hoogste klassering                                                       | Etappewinst                                               |
| ---------------- | ------------------------------------------------------------------------ | --------------------------------------------------------- |
| 2000             | 38e Volodymyr Doema                                                      |                                                           |
| 2001             | 10e Giuliano Figueras                                                    | 13e Julio Alberto Pérez                                   |
| 2002             | 19e Julio Alberto Pérez Julio Alberto Pérez                              | 13e en 16e Julio Alberto Pérez                            |
| 2003             | 20e Paolo Lanfranchi                                                     |                                                           |
| 2004             | 12e Emanuele Sella                                                       | 11e Emanuele Sella                                        |
| 2005             | 10e Emanuele Sella                                                       | Proloog Brett Lancaster 4e Luca Mazzanti                  |
| 2006             | 20e Luca Mazzanti                                                        | 14e Luis Laverde                                          |
| 2007             | 11e Emanuele Sella                                                       | 6e Luis Laverde                                           |
| 2008             | 6e Emanuele Sella 9e Domenico Pozzovivo Emanuele Sella Ploegenklassement | 6e Matteo Priamo 14e, 15e en 20e Emanuele Sella           |
|                  |                                                                          |                                                           |
| 2010             | 73e Simone Stortoni                                                      | 13e Manuel Belletti                                       |
| 2011             | 61e Stefano Pirazzi                                                      |                                                           |
| 2012             | 8e Domenico Pozzovivo                                                    | 8e Domenico Pozzovivo                                     |
| 2013             | 44e Stefano Pirazzi Stefano Pirazzi                                      | 4e Enrico Battaglin                                       |
| 2014             | 52e Enrico Battaglin                                                     | 13e Marco Canola 14e Enrico Battaglin 17e Stefano Pirazzi |
| 2015             | 22e Stefano Pirazzi                                                      | 10e Nicola Boem                                           |
| 2016             | 18e Stefano Pirazzi                                                      | 10e Giulio Ciccone                                        |
| 2017             | 95e Giulio Ciccone                                                       |                                                           |
| 2018             | 40e Giulio Ciccone                                                       |                                                           |
| 2019             | 57e Giovanni Carboni                                                     |                                                           |
| 2020             | 51e Alessandro Tonelli                                                   |                                                           |
| 2021             | 35e Giovanni Carboni                                                     |                                                           |
| 2022             | 24e Luca Covili                                                          |                                                           |
| 2023             | 42e Alessandro Tonelli                                                   |                                                           |
| 2024             | 18e Luca Covili                                                          |                                                           |
| 2025             | 70e Luca Covili                                                          |                                                           |

### Ronde van Spanje
| Ronde van Spanje | Ronde van Spanje      | Ronde van Spanje |
| Jaar             | Hoogste klassering    | Etappewinst      |
| ---------------- | --------------------- | ---------------- |
| 2001             | 29e Giuliano Figueras |                  |

2000 · 2001 · 2002 · 2003 · 2004 · 2005 · 2006 · 2007 · 2008 · 2009 · 2010 · 2011 · 2012 · 2013 · 2014 · 2015 · 2016 · 2017 · 2018 · 2019 · 2020 · 2021 · 2022 · 2023 · 2024 · 2025
Burgos-Burpellet-BH · Caja Rural-Seguros RGA · Equipo Kern Pharma · Euskaltel-Euskadi · Israel-Premier Tech · Lotto · Q36.5 Pro Cycling Team · Solution Tech-Vini Fantini · Team Corratec-Vini Fantini · Team Flanders-Baloise · Team Novo Nordisk · Polti VisitMalta · TotalEnergies · Tudor Pro Cycling Team · Unibet Tietema Rockets · Uno-X Mobility · VF Group-Bardiani CSF-Faizanè · Wagner Bazin WB
Zie ook: UCI ProSeries · Continental Circuits
Andreetta · Barbin · Battaglin · Boem · Bongiorno · Chirico · Colbrelli · Manfredi · Piechele · Pirazzi · Ruffoni · Simion · L.Sterbini · S.Sterbini · Tonelli · Zardini
Battaglin · Bonillo · Cañaveral · Colnaghi · Covili · El Gouzi · Fiorelli · Gabburo · Marcellusi · Martinelli · Mazzucco · Modolo · Mulubrhan (vanaf 21/4) · Nieri · Pellizzari · Pinarello · Rastelli · Santaromita · Tarozzi · Tolio · Tonelli · Trainini (tot 5/4) · Visconti (tot9/3) · Zana · Zanoncello · Zoccarato · Magli (stagiair)
Bonillo · Colnaghi · Conforti · Covili · El Gouzi · Fiorelli · Gabburo · Lucca · Magli · Marcellusi · Martinelli ·  Mulubrhan · Nieri · Paletti · Pellizzari · Petrucci (tot 9/2) · Pinarello · Rastelli · Santaromita · Scalco · Scott (tot 20/7) · Tarozzi · Tolio · Tonelli · Zanoncello · Zoccarato · Cadena (stagiair) · Cavallo (stagiair) · Rojas (stagiair)
Biagini · Colnaghi · Conforti · Covili · Fiorelli · Gabburo · Lucca · Magli · Marcellusi · Martinelli · Paletti · Pellizzari · Pinarello · Pinazzi · Pozzovivo (vanaf 25/2) · Rojas · Scalco · Tarozzi · Tolio · Tonelli · Turconi · Zanoncello · Zoccarato